# Любешов
Любешо́в (укр. Любешів) — посёлок в Камень-Каширском районе Волынской области Украины. Административный центр Любешовской поселковой общины. Находится в 50—60 км от железнодорожных станций Маневичи и Камень-Каширский. Через местечко проходит автомобильная дорога Р-14 к международному пункту пропуска Дольск на белорусско-украинской границе.

## Топонимика
Название местечка «Любашев», видимо, образовалось от славянской основы «люб» (любой). По народному преданию, основателем первого поселения на территории нынешнего городка был охотник Любаш, живший в XV веке. Любаш служил при дворе туровского шляхтича Верли. Верли имел дочь Ядвигу, которую хотел выдать за сына князя Сапеги. Но Ядвига, несмотря на волю родителей, влюбилась в охотника Любаша, поэтому им пришлось убежать далеко от дома и поселиться на берегу небольшой речки, окружённой лесами и болотами.
Во времена владения князей Дольских местечко чаще называли Новым Дольском (старый Дольск находится сейчас возле границы с Беларусью).

## Географическое положение
Любешов расположен на левом берегу реки Стоход (правый приток Припяти), в Волынском Полесье.
Расстояние до областного центра (Луцк) составляет 137 км.

## Климат
Абсолютный максимум температуры воздуха для Любешова +36,9 градуса (10.08.1992), абсолютный минимум − 37,2 градуса (12.01.1950). Суточный максимум осадков — 119 мм (3.07.1991).

## История
Первое письменное упоминание о поселении относится к 1484 году и размещается в Литовском метрике и находится в документе «Декрет о разделе имений Ольбяза, Любашов, Бискупича и Росного с селами между М. Доркгевичем и Я. Довойновичем» от 18 сентября 1484 года (в то время Любешов находился под властью Великого княжества Литовского). Этот документ хранится в Москве в Центральном государственном архиве древних актов (фонд 389, Литовская метрика, опись 1, книга 4, лист 1333). Он опубликован в «Русской исторической библиотеке» (том 27, Санкт-Петербург, 1910 год, 391—392 страницы). Указанный документ утверждает, что Любешов намного старше, поскольку в 1484 году он уже существовал, развивался и даже через суд делили его окрестные имения. Однако более раннего упоминания о нём ещё не найдено. В этом же фонде 389 хранятся ещё два документа, где упоминается Любешов и окрестные населенные пункты, это документ датируемый 1516 годом и документ от 1519 года. В 1516 году местечко упоминается в судебном документе «постановление по жалобам княгини Петрухны Глинской и её сестры Варвары Станкович на их зятя Юрия Рачка, судью Бельского, уклоняющегося от разделения Любешова и других имений, доставшихся им от матери». 9 января 1519 года, местечко упоминается в решении по жалобам «королевского маршалка и секретаря Н. М. Рачковича, в том числе на князя Януша Козечича об имении Ольбяз». В 1547 году местность перешла ко Льву Образцову. По административно-территориальной реформе (1565—1566 годы) Любешов оказался в составе Пинского повета Берестейского воеводства Великого княжества Литовского. После Люблинской унии 1569 года Любешов, как часть Великого княжества Литовского, вошёл в состав Речи Посполитой. В 1653 году местечко сожгли татары, но постепенно оно возрождается.
В 1684 году маршалок литовский Ян Кароль Дольский основал в Любешове монастырь ордена пиар при, котором открылся коллегиум, который стал значительным образовательным центром эпохи просвещения. Коллегиум принимал не только детей шляхетичей, но и крестьян, а также лиц различного вероисповедания будь то не только католики, но и ещё православные, протестанты и иудеи. В 1693 году король польский и великий князь литовский Ян III Собеский даровал местечку магдебургское право.
В 1753—1758 годах в Любешовском пиарском коллегиуме учился знаменитый уроженец Беларуси Тадеуш Костюшко. В 1756 году владельцем Любешова стал Ян Антоний Чарнецкий, который вместе со своей женой Фелицианой пожертвовали значительные средства на строительство монастыря капуцинов в Любешове. 5 мая того же года в Любешов прибыли первые капуцины. Римско-католический епископ Луцкий Антоний Эразм Воллович выдал Litterae Cridae, а 15 августа 1756 года освятил краеугольный камень под строительство нового храма и монастыря, которое началось в 1761 году. Когда строительство было практически закончено, в 1774 году скончался главный меценат Ян Антоний Чарнецкий. Строительство прекратилось на долгие годы, закончили же строить монастырь капуцинов в 1786 году. В том же году епископ Ян Хризостом Каховский освятил храм в честь Святого Франциска Ассизского. В 1788 году был утвержден монастырь.
После третьего раздела Речи Посполитой в 1795 году Любешов вошёл в состав Российской империи и стал центром Любешовской волости Пинского уезда Минской губернии.
- Старые изображения Любешова
- Костёл пиаров
- Интерьер костёла пиаров, 1873 год
- Костёл и монастырь капуцынов, размеры
- Ворота усадьбы Чарнецких, 1873 год
- Панорама, февраль 1916 года
- Костёл и монастырь пиаров, 1938 год
- Костёл и монастырь капуцинов, 25 ноября 1915 года
- Костёл и монастырь капуцинов, 1927 год

В 1817 году любешовский монастырь капуцинов сильно пострадал от пожара, почти всё было уничтожено огнём, поэтому капуцины покинули его. В 1826 году российские власти превратили пиарский коллегиум в уездное училище. В 1828 году Франциск Владислав Чернецкий, сын основателя монастыря, просил чиновников Минской губернии направить нескольких монахов, которые бы занялись восстановлением храма и монастыря. Сначала губернское правление отказало ввиду того, что почти весь монастырь сгорел. Однако в следующем году было принято решение о назначении отца Яна Канта настоятелем и ответственным за восстановление костёла и монастыря. В 1832 году после подавления восстания 1830 года, царские власти закрыли монастырь капуцинов как ответная мера.
В XIX веке Любешове ежегодно проводилось три ярмарки, позже четыре. На 1859 год в местечке был 531 двор. В 1896 году здесь насчитывалось 138 дворов и 991 житель, действовали два кирпичных завода, 14 торговых лавок, две школы, два православных храма, один костёл и три еврейских молитвенных дома.
Во времена Первой мировой войны в 1915 году Любешов заняли войска Германской империи. 20 ноября 1917 года была провозглашена Украинская Народная Республика с претензиями на Пинский уезд, в том числе на Любешов. 25 марта 1918 года согласно Третьей Уставной грамоте эта территория провозглашалась частью Белорусской Народной Республики, жители окрестностей местечка получили свидетельства Народного секретариата БНР. В январе 1918 года здесь была провозглашена советская власть, 1 января 1919 года в соответствии с постановлением и съезду КП(б) Беларуси Любешов вошел в состав Белорусской ССР. Согласно Рижскому мирному договору 1921 года он оказался в составе межвоенной Польской Республики, где стал центром гмины Пинского повета Полесского воеводства. 2 января 1926 года ординарий Пинской епархии епископ Зигмунд Лозинский вернул капуцинам остатки монастыря в Любешове. Через два года было принято решение восстановить монастырь. В 1931 году глава ордена отец Мельхиор обратился в вышестоящие органы к отцу Даниэлю с просьбой начать использовать в капуцинском монастыре восточный обряд. На эту роль идеально подходил монастырь в Любешове, на Полесье. 25 апреля 1933 года отец Мельхиор сообщил отцу Даниэлю о принятии восточного обряда, таким образом став униатским монастырём. Первым настоятелем униатского монастыря в Любешове стал Кирилл Фермонт, родом из Нидерладов. За короткий период нидерландские капуцины использующие византийский обряд отстроили храм и монастырь. 30 апреля 1935 года в Любешове был восстановлен монастырь, а 7 сентября того же года епископ Николай Чернецкий освятил восстановленный костёл Святого Франциска Ассизского.
В сентябре 1939 года Любешов вошёл в состав СССР, с приходом советской власти в 1939 году капуцины были вынуждены бежать из своего монастыря. Первоначально местечко находилось в составе БССР, но 4 декабря 1939 года оно было передано в состав УССР. 18 января 1940 года Любешов стал центром Любешовского района Волынской области.
- Старые фотографии Любешова
- Рынок. И. Сербов, 1912 год.
- Костёл и коллегиум пиаров, 1915—18 годы.
- Главный алтарь, 1917 год.
- Замковая улица, 1917 год.
- Монастырская улица, 1915—18 годы.
- Синагога (справа), 1916 год.
- Ворота усадьбы Чарнецких, 1917 год.
- Церковь, до 1939 года.
- Костёл пиаров, 1929 год.
- Обмновлённый монастырь пиаров, 1929 год.
- Ворота усадьбы Чарнецких, 1929 год.
- Костёл пиаров, алтарь.

29 июня 1941 года, уже через неделю после начала Великой Отечественной войны Любешов был захвачен нацистскими войсками. В течение всего времени оккупации на территории Любешивского района активно действовали партизанские отряды и силы ОУН-УПА. Некоторое время партизанам Черниговско-Волынского партизанского соединения удавалось даже удерживать на территории Любешова советскую власть, несмотря на длительную оккупацию окрестных районов нацистскими войсками.
В сентябре 1943 года УПА атаковала местечко, но атака была отражена советскими партизанами, которые временно эвакуировали жителей в безопасное место. Следующее нападение произошло 9 ноября 1943 года, в результате которого отрядом УПА были жестоко убиты 283 поляка проживавших там
Оккупация продолжалась до 5 марта 1944 года, когда местечко было освобождено от нацистских войск. В мае 1945 года здесь началось издание районной газеты «Новая жизнь».
В 1975 году здесь действовали завод силикатного кирпича и фабрика хозяйственных изделий. В 1980 году численность населения составляла 3,3 тыс. человек, здесь действовали силикатный завод, фабрика хозяйственных изделий, пищекомбинат, комбинат бытового обслуживания, две общеобразовательные школы, музыкальная школа, профессионально-техническое училище, больница, два Дома культуры и две библиотеки. К большому сожалению, в советскую эпоху в Любешове был разрушен костёл пиаров. Мало что напоминает и славу коллегиума европейского значения. Ни уникальной научной библиотеки, ни лабораторий коллегиума, ни прекрасного ботанического сада. В уцелевшем помещении славного учебного заведения разместились типография, редакция газеты и отдел образования и науки.
В июле 1995 года Кабинет министров Украины утвердил решение о приватизации находившегося здесь льнозавода.
В Любешове находится администрация Национального природного парка «Припять-Стоход» (созданного 13 августа 2007 года, ранее — региональный ландшафтный парк «Припять-Стоход»), который объединил все заповедные объекты Любешовского района. Общая площадь парка составляет 39315,5 гектар, в том числе 5961,93 гектар земель, которые предоставлены ему в постоянное пользование.
В ходе административно-территориальной реформы в Украине, в 2020 году Любешовский район был упразднён, а посёлок стал административным центром Любешовской поселковой общины Камень-Каширского района.

## Население
На 1 января 2013 года численность населения составляла 5731 человек.

### Языковой состав
Родной язык населения по данным переписи 2001 года:
| Язык       | Численность, чел. | Доля     |
| ---------- | ----------------- | -------- |
| Украинский | 5 472             | 99,24 %  |
| Другие     | 42                | 0,76 %   |
| Итого      | 5 514             | 100,00 % |

## Образование
- Любешовская педагогическая школа (с 1940 года готовила учителей начальных классов).
- Любешовский технический колледж

## Транспорт
Через Любешов проходит дорога Р14, по которой можно добраться до международного автомобильного пункта пропуска «Дольск» на границе с Белоруссией.
Ближайшие железнодорожные станции — Камень-Каширский и Маневичи.

## Достопримечательности

### Памятники
В городе был памятник В. И. Ленину. Демонтирован по инициативе местного отделения КПУ 11 декабря 2013 года во время событий Евромайдана.

### Архитектурные памятники
- Здание монастыря и коллегиума пиаров 1753—1758 годов.
- Въездные ворота усадьбы Чарнецких, XVIII век.

### Утраченное наследие
- Костёл Иоанна Богослова, XVIII век.
- Православная церковь Святого Спаса, XIX век.

## Известные персоналии

### Связанные с Любешовом
- Антон Мошинский (1800—1893), последний ректор Любешовского коллегиума.
- Тадеуш Костюшко (1746—1817), деятель польского национально-освободительного движения. Учился в Любешове.
- Ежи Цяпинский (1718—1781), проповедник и поэт, известный знаток латыни.
- Станислав Бонифацы Юндзилл (1761—1847), профессор Виленского университета, основатель Вильнюсского ботанического сада.
- Тканко, Александр Васильевич — Герой Советского Союза.
- Казимир Нарбут, педагог и философ, автор учебника «Логика».
- Мацей Догель, автор «Кодекса дипломатического».
- Гриневич, Эдуард Михайлович (31 мая 1985 — 20 февраля 2014), Герой Украины, Боец «Волынской сотни» самообороны, участник Евромайдана.
- Малафеик Иван Васильевич, профессор, доктор педагогических наук, академик УААН.

### Почётные граждане Любешова
- Кравчук Петр Авксентиевич — писатель, краевед[19].
- Мартынюк Адам Иванович — первый заместитель Председателя Верховной Рады Украины.

### Уроженцы Любешова
- Тарас Михалик — известный футболист, игрок команды «Динамо» (Киев) и национальной сборной Украины.
- Навроцкий Вячеслав Александрович — украинский правовед, доктор юридических наук.

## Дополнительная информация
- Метрические книги Любешовской Преображенской православной церкви за период с 1840 по 1859 годы хранятся в Национальном историческом архиве Беларуси в г. Минск